# Budeji
Budeji  (ucraniano: Будеї) es una localidad del Raión de Podilsk en el Óblast de Odesa de Ucrania. Según el censo de 2001, tiene una población de 1200 habitantes.